# Paseo de Isabel la Católica
El paseo de Isabel la Católica es una vía urbana de la ciudad de Valladolid, España.

## Descripción
Aparece descrita en Las calles de Valladolid de Juan Agapito y Revilla de la siguiente manera:

Se llamaba a este paraje en el siglo XVIII el «Espolón nuevo», y de este modo figura rotulado en el plano de 1738, porque por aquellos tiempos se construyó parte del muro de piedra que contiene el terraplén hacia el cauce del río Pisuerga, para bajar a las antiguas aceñas.

En 10 de abril de 1863 se puso oficialmente nombre al paraje, y «la manzana que da frente a las Aceñas, del río en la parte accesoria del Hospicio, se titulará Paseo de las Moreras», por las que por sus proximidades se plantaron en el siglo XVIII al objeto de favorecer la cría del gusano de seda y hermosear el paseo que allí se formó, y que constituyó, sobre todo la parte alta de «Las Moreras», con sus andenes regularizados y sombreados, el paseo corriente de la ciudad, donde tocaban las bandas de los regimientos de Infantería, se colocaban filas de sillas de un lado y otro del paseo más ancho, explotadas por la Casa de Beneficencia, paseaban las señoritas y pollos, aquéllas siempre a la mira de las respetables mamás. La música se colocaba en un templete, bajo, de madera, y tocaba sin remuneración ninguna, debido a la galantería de los Capitanes Generales.
A poco de hacerse los salones y parque del Campo Grande, vino en decadencia el paseo de las Moreras, no porque prefiriese el público los paseos nuevos, a los que al principio puso el entredicho, porque decían que eran perjudiciales a las señoras que permanecían sentadas el par de horas que la música duraba, por las humedades que daba el abundante riego que se hacía en ellos, sino por haber adoptado la estratagema de permitir pasear en el de las Moreras a ciertas señoritas, que, es claro, ahuyentaron al elemento femenino, alma de todos los paseos, que no tuvo más remedio que claudicar y trasladarse al Campo Grande, quedando el típico de la orilla del río, desierto y hasta con mala nota.
Ha querido rehabilitarse al paseo de las Moreras en estos últimos años, y en él se ha hecho algo a tal objeto, y hasta se trasladó al paseo alto el templete de hierro que en la época de la Dictadura se colocó en la Plaza Mayor; pero ni con eso ni con las piscinas establecidas en los paseos bajos, que al fin es paraje cerrado, recobrará el paseo de las Moreras su empaque y animación de otros tiempos.

Por extensión, y de hecho, se llamó «paseo de las Moreras» a la vía que desde el Puente Mayor llega hasta la plazuela de Poniente; mas en este siglo se le cambió de nombre y se le ha puesto el de «paseo de Isabel la Católica», con la misma inoportunidad y desacierto que otros muchos rótulos, porque el paraje no recuerda nada a la gran reina, en cuya época Valladolid desarrolló todas sus actividades en los diferentes aspectos de la vida artística, literaria, científica, comercial y social.